# Arrondissement ecclésiastique unitarien de Cristuru Secuiesc
L'Arrondissement ecclésiastique unitarien de Cristuru Secuiesc (en hongrois : Székelykeresztúri Unitárius Egyházkör) est une circonscription territoriale de l'Église unitarienne hongroise (Magyar Unitárius Egyház) et compte en son sein 24 communes ecclésiastiques unitariennes du Județ de Harghita.